# ゼビー・マシューズ
ダニエル・ゼブロン・マシューズ（Daniel Zebulon Matthews, 2000年5月22日 - ）は、 アメリカ合衆国ノースカロライナ州ジャクソン郡カラウィ出身のプロ野球選手（投手）。右投右打。MLBのミネソタ・ツインズ所属。

## 経歴
2022年のMLBドラフト8巡目（全体234位）でミネソタ・ツインズから指名され、プロ入り。契約後、傘下のルーキー級フロリダ・コンプレックスリーグ・ツインズでプロデビュー。A級フォートマイヤーズ・マイティマッスルズでもプレーし、2チーム合計で2試合に登板した。
2023年はA級フォートマイヤーズとA+級シーダーラピッズ・カーネルズでプレーし、2チーム合計で22試合（先発20試合）に登板して7勝3敗、防御率3.84、112奪三振を記録した。
2024年はA+級シーダーラピッズで開幕を迎えた。その後、AA級ウィチタ・ウィンドサージとAAA級セントポール・セインツを経て8月13日にメジャー契約を結んでアクティブ・ロースター入りした。同日のカンザスシティ・ロイヤルズ戦にて先発でメジャーデビューすると、5回を投げて2失点の投球で勝利投手となった。ツインズでは9試合に先発登板し、1勝4敗、防御率6.69、43奪三振と苦戦した。
2025年はシーズン開始時にAAA級セントポールへオプションで降格した。

## 選手としての特徴
狙ったところに投げられるコマンド能力においては球団組織内でも最高と評される。速球は常時94～97mphほどを計測し、変化球ではカッターとスライダーを主に投げる。

## 詳細情報

### 年度別投手成績
| 年 度    | 球 団    | 登 板 | 先 発 | 完 投 | 完 封 | 無 四 球 | 勝 利 | 敗 戦 | セ 丨 ブ | ホ 丨 ル ド | 勝 率 | 打 者 | 投 球 回 | 被 安 打 | 被 本 塁 打 | 与 四 球 | 敬 遠 | 与 死 球 | 奪 三 振 | 暴 投 | ボ 丨 ク | 失 点 | 自 責 点 | 防 御 率 | W H I P |
| -------- | -------- | ----- | ----- | ----- | ----- | -------- | ----- | ----- | -------- | ----------- | ----- | ----- | -------- | -------- | ----------- | -------- | ----- | -------- | -------- | ----- | -------- | ----- | -------- | -------- | ------- |
| 2024     | MIN      | 9     | 9     | 0     | 0     | 0        | 1     | 4     | 0        | 0           | .200  | 177   | 37.2     | 51       | 11          | 11       | 0     | 2        | 43       | 1     | 0        | 31    | 28       | 6.69     | 1.65    |
| MLB：1年 | MLB：1年 | 9     | 9     | 0     | 0     | 0        | 1     | 4     | 0        | 0           | .200  | 177   | 37.2     | 51       | 11          | 11       | 0     | 2        | 43       | 1     | 0        | 31    | 28       | 6.69     | 1.65    |

- 2024年度シーズン終了時

### 年度別守備成績
| 年 度 | 球 団 | 投手（P） | 投手（P） | 投手（P） | 投手（P） | 投手（P） | 投手（P） |
| 年 度 | 球 団 | 試 合     | 刺 殺     | 補 殺     | 失 策     | 併 殺     | 守 備 率  |
| ----- | ----- | --------- | --------- | --------- | --------- | --------- | --------- |
| 2024  | MIN   | 9         | 4         | 5         | 1         | 0         | .900      |
| MLB   | MLB   | 9         | 4         | 5         | 1         | 0         | .900      |

- 2024年度シーズン終了時

### 背番号
- 52（2024年 - ）